# Grace Henderson
Grace Henderson (Ann Arbor, gennaio 1861 – New York, 30 ottobre 1944) è stata un'attrice statunitense.
Attrice di teatro, divenne in seguito una delle caratteriste più note del cinema muto statunitense.

## Biografia
Nata nel Michigan nel 1861, fece il suo debutto teatrale nel 1877 al McKiver's Theatre di Chicago.
Cominciò a lavorare nel cinema sotto la direzione di D.W. Griffith nel 1909, a 48 anni. Nella sua carriera di caratterista cinematografica che durerà dieci anni, girò circa centoventi film. L'ultima pellicola in cui appare è Day Dreams dove, nel ruolo di una nonna, è diretta da Clarence G. Badger.

## Filmografia
- Lucky Jim, regia di D.W. Griffith - cortometraggio (1909)
- Through the Breakers, regia di D.W. Griffith - cortometraggio (1909)
- A Corner in Wheat, regia di D.W. Griffith - cortometraggio (1909)
- In a Hempen Bag, regia di D.W. Griffith - cortometraggio (1909)
- The Passing of a Grouch, regia di Frank Powell - cortometraggio (1910)
- When a Man Loves, regia di D.W. Griffith (1911)
- Priscilla and the Umbrella, regia di Frank Powell - cortometraggio (1911)
- The Chief's Daughter, regia di D.W. Griffith (1911)
- Through Dumb Luck, regia di Dell Henderson, supervisione di Mack Sennett (1912)
- A Mixed Affair, regia di Dell Henderson (1912)
- When Love Was Blind, regia di Frederick Sullivan (1917)
- War and the Woman, regia di Ernest C. Warde (1917)
- The Zero Hour, regia di Travers Vale (1918)
- Day Dreams, regia di Clarence G. Badger (1919)